# Uleanivka, Jîtomîr
Uleanivka (în ucraineană Улянівка) este un sat în comuna Denîși din raionul Jîtomîr, regiunea Jîtomîr, Ucraina.

## Demografie
Componența lingvistică a localității Uleanivka
     Ucraineană (99,34%)
     Alte limbi (0,66%)
Conform recensământului din 2001, majoritatea populației localității Uleanivka era vorbitoare de ucraineană (99,34%), existând în minoritate și vorbitori de alte limbi.